# マンガをはみだした男 赤塚不二夫
『マンガをはみだした男 赤塚不二夫』（マンガをはみだしたおとこ あかつかふじお）は、2016年4月に公開された日本映画。

## 概要
赤塚不二夫の生誕80周年を記念して製作されたドキュメンタリー映画。2008年に死去した漫画家・赤塚不二夫の人生を、ゆかりの人物に対するインタビューや生前の各種映像（写真・プライベートフィルム・テレビ番組）などの素材を駆使して描いた作品である。

## 出演者
- 赤塚不二夫

（以下50音順）

アイヌ詞曲舞踊団モシリ、青木こずえ、赤塚りえ子、足立正生、アト゚イ、荒木経惟、飯田修永、五十嵐隆夫、石ノ森章太郎、磯貝森一、梅原寿満子、雲郷仁、江守登茂子、 北見けんいち、黄善徹、小林鉦明、小林利明、斉藤あきら、坂田明、佐藤輝、篠原有司男、進藤佳代子、鈴木伸一、関沢義男、園山俊二、祖父江慎、高平哲郎、滝大作、武居俊樹、田名網敬一、喰始、田村セツコ、タモリ、ちばてつや、土田よしこ、筒井準三、つのだじろう、 寺田ヒロオ、長谷邦夫、藤子・F・不二雄、藤子不二雄Ⓐ、藤田陽一、古谷三敏、FROGMAN、丸山昭、水野英子、森田拳次、山内ジョージ、よこたとくお、横山孝雄、吉勝太、若松孝二
※撮り下ろしインタビューのほか、過去の映像使用を含む

## スタッフ
- 企画・プロデュース：坂本雅司
- 監督：冨永昌敬
- 2Dアニメーション演出：室井オレンジ
- 3Dアニメーション：アニマロイド
- 音楽：U-zhaan 、蓮沼執太
- ナレーション：青葉市子
- 仕上げ：田巻源太
- 整音：山本タカアキ
- 効果：浦畑将
- プロデューサー：中田由佳里
- 協力プロデューサー：脇田亘（タッドポール・ラボ）
- アシスタントプロデューサー：南修治
- 英語字幕作成：日本映像翻訳アカデミー
- 主題曲：タモリ「ラーガ・バガヴァット」
- 特別協力：フジオ・プロダクション
- スーパーバイザー：桑原正人（フジオ・プロダクション） 、松木健也（フジオ・プロダクション）
- 制作協力：タッドポール・ラボ
- 配給協力：ポレポレ東中野
- 制作・宣伝・配給：シネグリーオ
- 製作：グリオ